# François Ngeze
François Ngeze (ur. ?) – burundyjski nauczyciel, polityk, od 21 do 27 października 1993 prezydent kraju.
Był przedstawicielem grupy etnicznej Hutu, urodził się w prowincji Bużumbura. W 1973 wyemigrował do Rwandy, gdzie skończył studia z historii i języka francuskiego. Później pracował jako nauczyciel, najpierw w Rwandzie, a od 1988 po powrocie w Burundi.
Był jednym z niewielu Hutu w UPRONA (Partii Jedności i Postępu Narodowego Burundi). Był sekretarzem tej partii w Bużumburze, później gubernatorem prowincji Cankuzo. W 1993 był krótko ministrem spraw wewnętrznych, pracy i rządów lokalnych w rządzie Pierre'a Buyoyi, utracił tę funkcję po porażce partii w wyborach z 1 czerwca 1993. Został w nich jednak wybrany do parlamentu z ramienia UPRONA.
Był świadkiem egzekucji dotychczasowego prezydenta Melchior Ndadaye podczas zamachu stanu z 21 października 1993. Ngeze został wybrany przez organizatorów puczu na przewodniczącego Komitetu Zbawienia Publicznego, tym samym został faktycznym prezydentem. Według jego własnych słów uczynił to pod groźbą. Faktyczną władzę sprawował szef sztabu sił zbrojnych ppłk Jean Bikomagu. Jednakże już po 6 dniach wobec znacznych oporów społeczeństwa i małego poparcia wśród armii Komitet dokonał samorozwiązania. Pełnienie obowiązków prezydenta przejęła premier Sylvie Kinigi. Nie zapobiegło to jednak krwawym konfliktom między Tutsi a Hutu, które wyzwolił pucz.
Później był m.in. prezydentem Stowarzyszenia Szkół Prywatnych Burundi (UPEP).